# 최승윤
최승윤은 대한민국의 남자 배우이다.

## 학력
- 동국대학교 연극영상학과 학사

## 출연작

### 영화
- 《룸 쉐어링》 (2022년) - 운전 남 역
- 《텐더 앤 윗치》 (2017년)
- 《도시체험》 (2016년)
- 《탐정 홍길동: 사라진 마을》 (2016년) - 선착장 괴한 1 역
- 《연애의 맛》 (2015년) - 과거 분만실 의사 역

### 드라마
- 2014년 MBC 일일드라마 《엄마의 정원》 - 중구 역
- 2014년~2015년 MBC 주말특별기획 《전설의 마녀》 - 팀원 역
- 2018년 OCN 주말드라마 《라이프 온 마스》 - 김민석 역
- 2019년 tvN 주말드라마 《로맨스는 별책부록》 - 배광수 역
- 2019년 OCN 주말드라마 《보이스 3》 - 오진식 역
- 2019년 tvN 수요드라마 《드라마 스테이지 - 삼촌은 오드리헵번》 - 오드리 역
- 2020년 tvN 수목드라마 《메모리스트》 - 젊은 진재규 역
- 2020년 OCN 주말드라마 《트레인》 - 석민준/오민준 역
- 2021년 tvN 수요드라마 《드라마 스테이지 - 러브 스포일러》 - 남유진 역
- 2021년 TV CHOSUN 주말드라마 《엉클》 - 손주노 역
- 2022년 KBS2 수목드라마 《너에게 가는 속도 493KM》 - 연승우 역
- 2022년 JTBC 드라마페스타 《불행을 사는 여자》 - 이우현 역
- 2023년 tvN 월화드라마 《이로운 사기》 - 탁 검사 역
- 2024년 JTBC 토일드라마 《히어로는 아닙니다만》 - 조지한 역
- 2024년 tvN 월화드라마 《플레이어 2 : 꾼들의 전쟁》 - 이진수 역

### 광고
- 맥도날드
- SK T맵
- NH생명화재 행복자산플랜